# Milionia xanthobathra
Milionia xanthobathra là một loài bướm đêm trong họ Geometridae.